# Синђелићеви дани
Синђелићеви дани у Свилајнцу је манифестација која обухвата све облике културног стваралаштва. Осим у згради Центра за културу одржава на Тргу Стевана Синђелића, у његовој кући у Грабовцу, Миљковом манастиру, испред цркве брвнаре у Гложану.
Манифестација „Синђелићеви дани” организује се сваке године крајем маја у спомен и част ресавском војводи Стевану Синђелићу и његовим саборцима трагично страдалим у Боју на Чегру.